# Rugby op de Olympische Zomerspelen 1900
Rugby is een van de sporten die beoefend werden tijdens de Olympische Zomerspelen 1900 in Parijs.
Aan het toernooi namen drie teams deel, Union des Sociétés Français de Sports Athletiques uit Frankrijk, Frankfurt Club uit Duitsland en Moseley Wanderers uit Groot-Brittannië. Er werden twee wedstrijden gehouden, Frankrijk speelde zowel tegen Duitsland als tegen Groot-Brittannië. Frankrijk won deze beide wedstrijden en werd daarmee olympisch kampioen.
Een derde wedstrijd om de tweede plaats werd niet gehouden; zowel Duitsland als Groot-Brittannië kregen de zilveren medaille toegekend. 

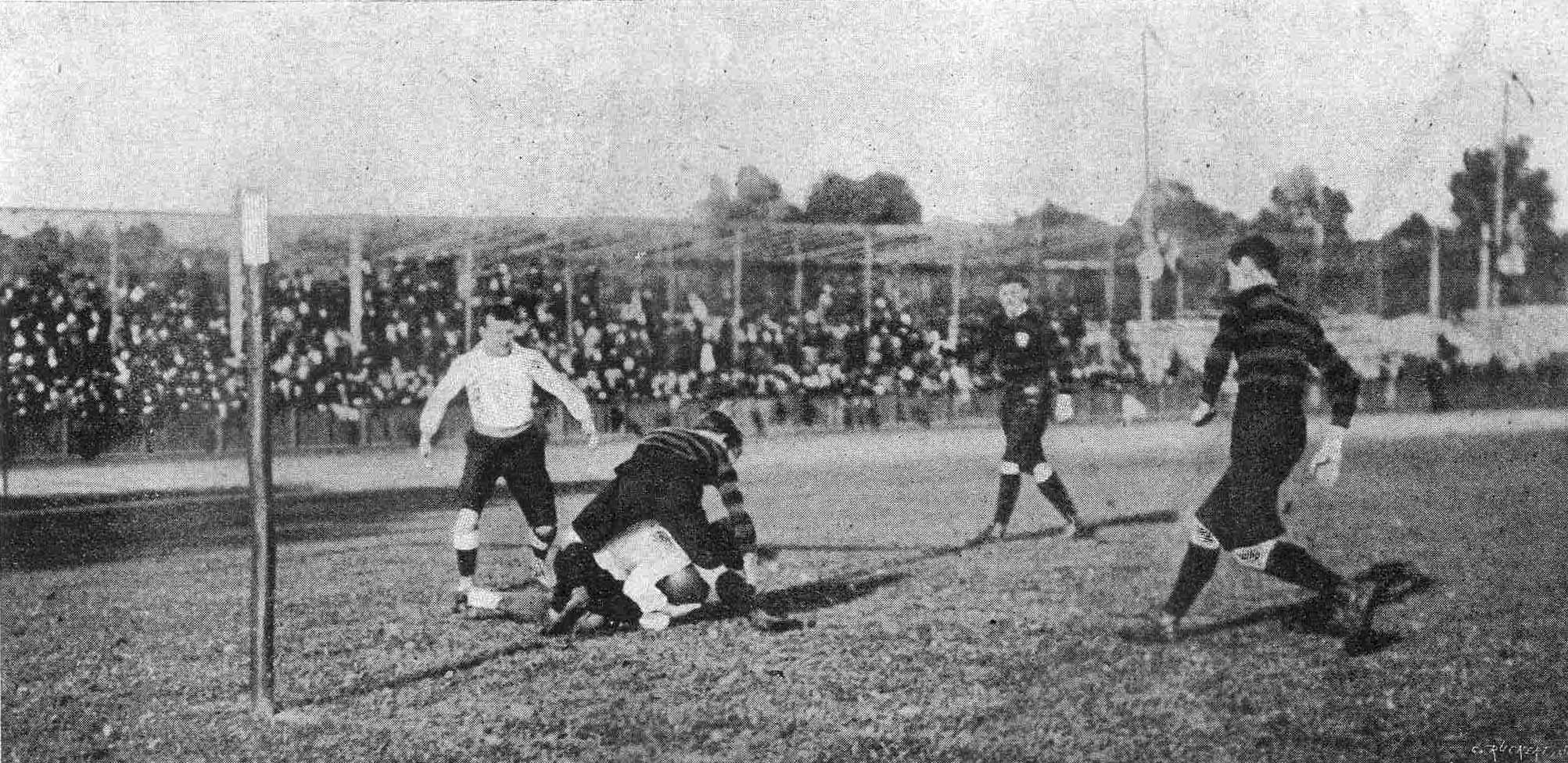
Frankrijk - Duitsland, 1900.

## Uitslagen
| 14 oktober | Union des Sociétés Français de Sports Athletiques FRA | - | Frankfurt Club GER    | 27 - 17 |
| 28 oktober | Union des Sociétés Français de Sports Athletiques FRA | - | Moseley Wanderers GBR | 27 - 8  |

## Eindrangschikking
| rang   | sporters | land |
| ------ | --- | ---- |
| Goud   | Union des Sociétés Français de Sports Athletiques Wladimir Aïtoff A. Albert Léon Binoche Jean Collas Jean-Guy Gautier Auguste Giroux Charles Gondouin Constantin Henriquez Jean Hervé Victor Larchandet Hubert Lefèbvre Joseph Olivier Alexandre Pharamond Frantz Reichel André Rischmann André Roosevelt Émile Sarrade | FRA  |
| Zilver | Frankfurt Club Albert Amrhein Hugo Betting Jacob Hermann Willy Hofmeister Hermann Kreuzer Arnold Landvoigt Hans Latsche Erich Ludwig Richard Ludwig Fritz Müller Eduard Poppe Heinrich Reitz August Schmierer Adolf Stockhausen Georg Wenderoth                                                                         | GER  |
| Zilver | Moseley Wanderers F. C. Baylis J. Henry Birtles James Cantion Arthur Darby Clement Deykin L. Hood M. L. Logan H. A. Loveitt Herbert Nicol V. Smith M. W. Talbott J. G. Wallis Claude Whittindale Raymond Whittindale Francis Wilson                                                                                     | GBR  |

Parijs 1900 · 
Londen 1908 · 
Antwerpen 1920 · 
Parijs 1924 · 
Rio de Janeiro 2016 · 
Tokio 2020 · 
Parijs 2024 · 
Los Angeles 2028 
olympische medaillewinnaars
Atletiek · Boogschieten · Cricket · Croquet · Golf · Paardensport · Pelota · Polo · Roeien · Rugby · Schermen · Schietsport · Tennis · Touwtrekken · Turnen · Voetbal · Waterpolo · Wielersport · Zeilen · Zwemmen